# آر. برينت تولى
آر. برينت تولى (بالإنجليزية: R. Brent Tully)‏ هو عالم فلك أمريكي، ولد في 9 مارس 1943 في تورونتو في كندا.